# کوشی میزوکامی
کوشی میزوکامی (انگلیسی: Koshi Mizukami؛ زادهٔ ۱۲ مهٔ ۱۹۹۹) بازیگر اهل ژاپن است. وی از سال ۲۰۱۸ میلادی تاکنون مشغول فعالیت بوده‌است.